# Moeraszwartschild
De moeraszwartschild (Pterostichus minor) is een keversoort uit de familie van de loopkevers (Carabidae). De wetenschappelijke naam van de soort werd in 1827 gepubliceerd door Leonard Gyllenhaal.